# أوكوتة سميكة الساق
الأوكوتة السميكة الساق (الاسم العلمي:Ocotea pachypoda) هي نوع من النباتات تتبع جنس الأوكوتة من الفصيلة الغارية.